# Ermita dels Sants Metges
L'Ermita dels Sants Metges és un edifici del municipi de Sarral (Conca de Barberà) inclosa en l'Inventari del Patrimoni Arquitectònic de Catalunya.

## Descripció
Es tracta d'una ermita, la planta de la qual, mitjançant un elaborat problema de tangències de corbes, aconsegueix una agrupació asimètrica, però lògica, de diversos espais on es connecten els tradicionals d'un santuari de romiatge (els Sants Metges: Sants Cosme i Damià) amb altres de funcionalitat moderna: nau per al culte, cambra per exvots, sagristia, sales i porxos per a reunions, menjador i cuina.
El projecte respectà l'absis gòtic de la primitiva ermita, que fou determinant en l'intent d'aconseguir una fórmula moderna que lligués amb la tradició.
El material emprat, parets de maçoneria i encofrats de formigó armat, permeten donar atrevides formes curvilínies d'inspiració lecorbusierana prou reeixides.
A la coberta s'utilitza la teulada tradicional de teula àrab que lliga perfectament amb les formes modernes i amb els materials tradicionals que apareixen vistos (pedra, encofrats, etc.).
Destaca sobretot el vitrall-façana de 8 m d'amplada per una alçada semblant que ocupa completament el frontispici de l'ermita, obra de Josep Grau-Garriga. Està muntat amb una estructura de ferro que emmarca i reticula tota mena d'utillatges del camp, formant una bella composició centralitzada amb una mena de cercles que recorda la tipica rosassa.

## Història
La primitiva ermita dels Sants Metges, de la qual es conserva l'absis, era probablement del segle xv. Fou modificada al segle xviii segons el gust barroc. Altres restauracions importants van fer-se el 1854 i el 1940.
L'any 1966 amenaçava ruïna i el poble, a proposta del rector Mn. Antoni Morell i Jansà i seguint l'opinió de l'arquitecte vilatà Josep Puig Torné, decidí construir una capella nova. L'edificació, segons el projecte d'aquest arquitecte, es dugué a terme en etapes. La primera, entre l'octubre de 1967 i setembre de 1969 de l'obra pròpiament dita; i la segona, acabada el 1970, de l'embelliment.
L'obra costà 1.331.634,50 ptes. S'ha de deduir les aportacions de treball físic i intel·lectual de la gent que va intervenir-hi.